# Xiamen Air
Xiamen Air, voorheen Xiamen Airlines, is de op drie na grootste Chinese luchtvaartmaatschappij. Haar thuisbasis ligt in Xiamen. De maatschappij richt zich vooral op binnenlands vervoer, maar voegt ook steeds meer internationale routes toe. Het is de eerste luchtvaartmaatschappij in China die privé-eigendom is: ze is in bezit van China Southern Airlines (51%), Xiamen Construction and Development Group (34%) en Jizhong Energy Group (15%). Xiamen Air is de enige grote Chinese carrier die nu nog een "all Boeing"vloot exploiteert. Na het tekenen van een intentieverklaring (MOU = Memorandum of Understanding) op 17 november 2011 trad het bedrijf één jaar later, op 21 november 2012, toe tot het Skyteamnetwerk.

## Geschiedenis
Xiamen Air is opgericht op 25 juli in 1984 als Xiamen Airlines door CAAC/China Southern Airlines met hulp van Aloha Airlines. Later is de maatschappij voor 60% overgegaan naar de Southern Airlines Groep, de moedermaatschappij van China Southern Airlines. De overige 40% was in handen van de Xiamen C&D Corporation Ltd. XiamenAir's eerste intercontinentale route was Xiamen - Amsterdam uitgevoerd in coöperatie met de KLM Royal Dutch Airlines. KLM vliegt anno 2019 driemaal per week naar Xiamen middels een code-sharing overeenkomst met Xiamen Air. In 2015 begon deze luchtvaartmaatschappij met vluchten naar Sydney met hun nieuwe Boeing 787-8 Dreamliners vanaf Fuzhou en Xiamen. De vliegmaatschappij start ook met vluchten naar Melbourne met de Dreamliners in 2016 en is van plan ook een lijndienst te starten naar Vancouver in Canada en New York in de USA (eveneens met de Dreamliners) in 2016.

## Bestemmingen
Binnenland:
- Changchun, Changsha, Chengdu, Dalian, Dayong, Fuzhou, Guangzhou, Guilin, Guiyang, Haikou, Hangzhou, Harbin, Hefei, Jinan, Jinjiang, Kunming, Lanzhou, Lijiang, Nanchang, Nanjing, Nanning, Ningbo, Peking, Qingdao, Sanya, Shenyang, Shenzhen, Shijiazhuang, Shanghai, Taiyuan, Tianjin, Chongqing, Ürümqi, Wuhan, Wuxi, Wuyishan, Xiamen, Xi'an, Zhengzhou en Zhuhai.
- Hongkong en Macau.

Buitenland:
- Amsterdam, Bali Denpasar, Bangkok, Jeju (Zuid-Korea), Kuala Lumpur, Manilla, Osaka, Phuket, Seoel, Shizuoka (Japan), Siem Reap (Cambodja), Singapore, Sydney en Tokio.

## Vloot

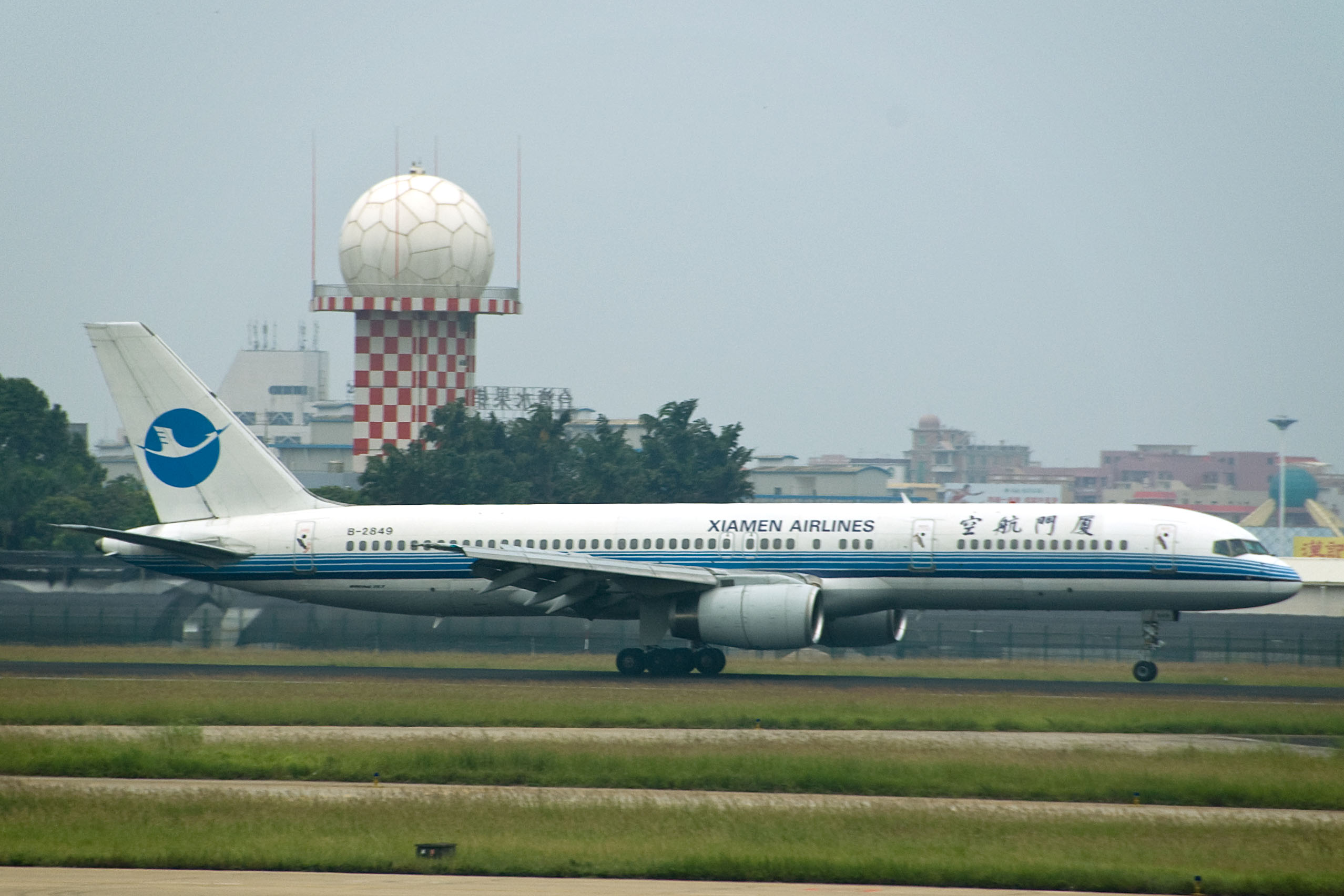
Xiamen Air' Boeing 757-200 in de eerste generatie kleuren tijdens de landing op Xiamen Gaoqi International Airport

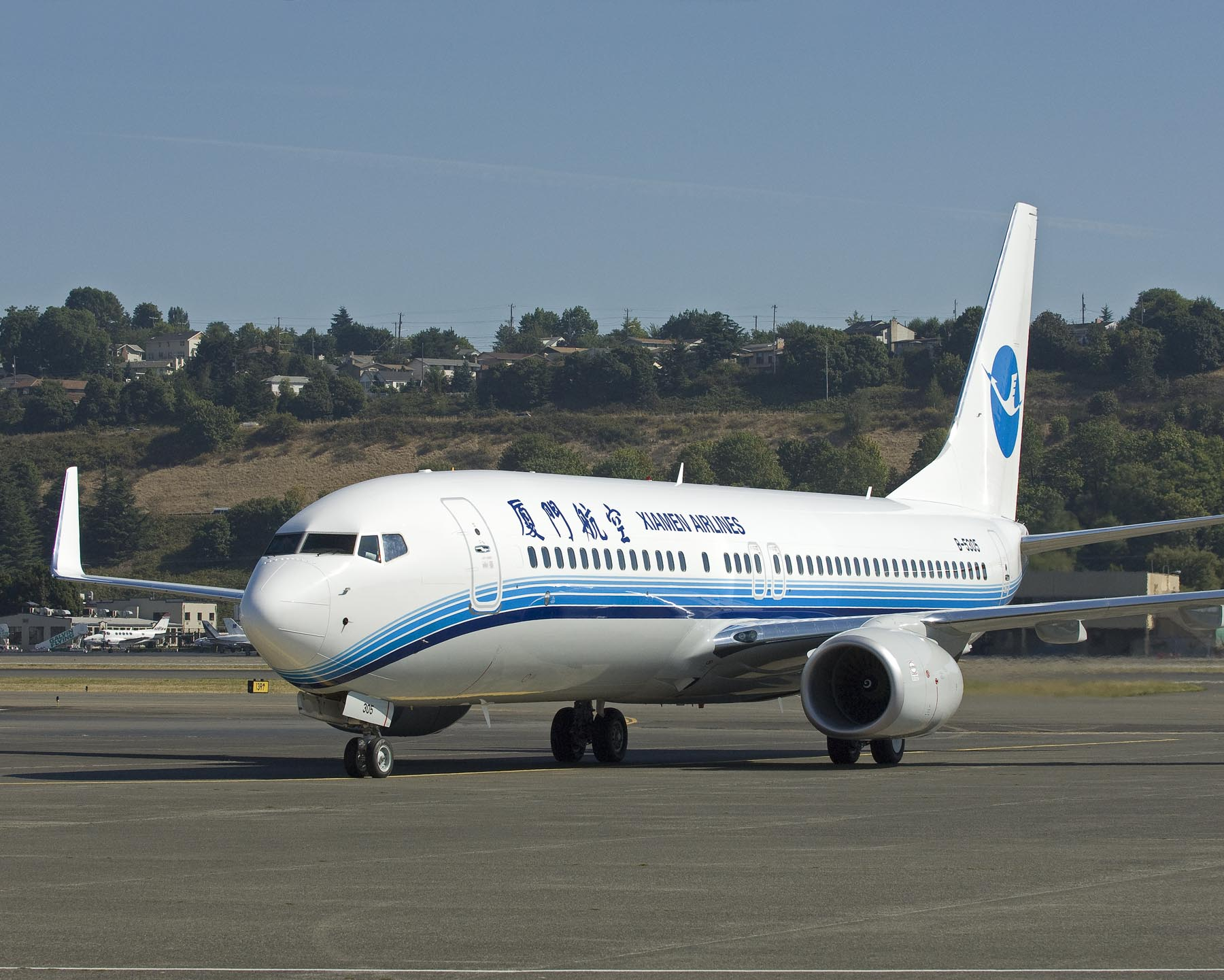
Xiamen Air' Boeing 737-800 in de tweede generatie kleuren

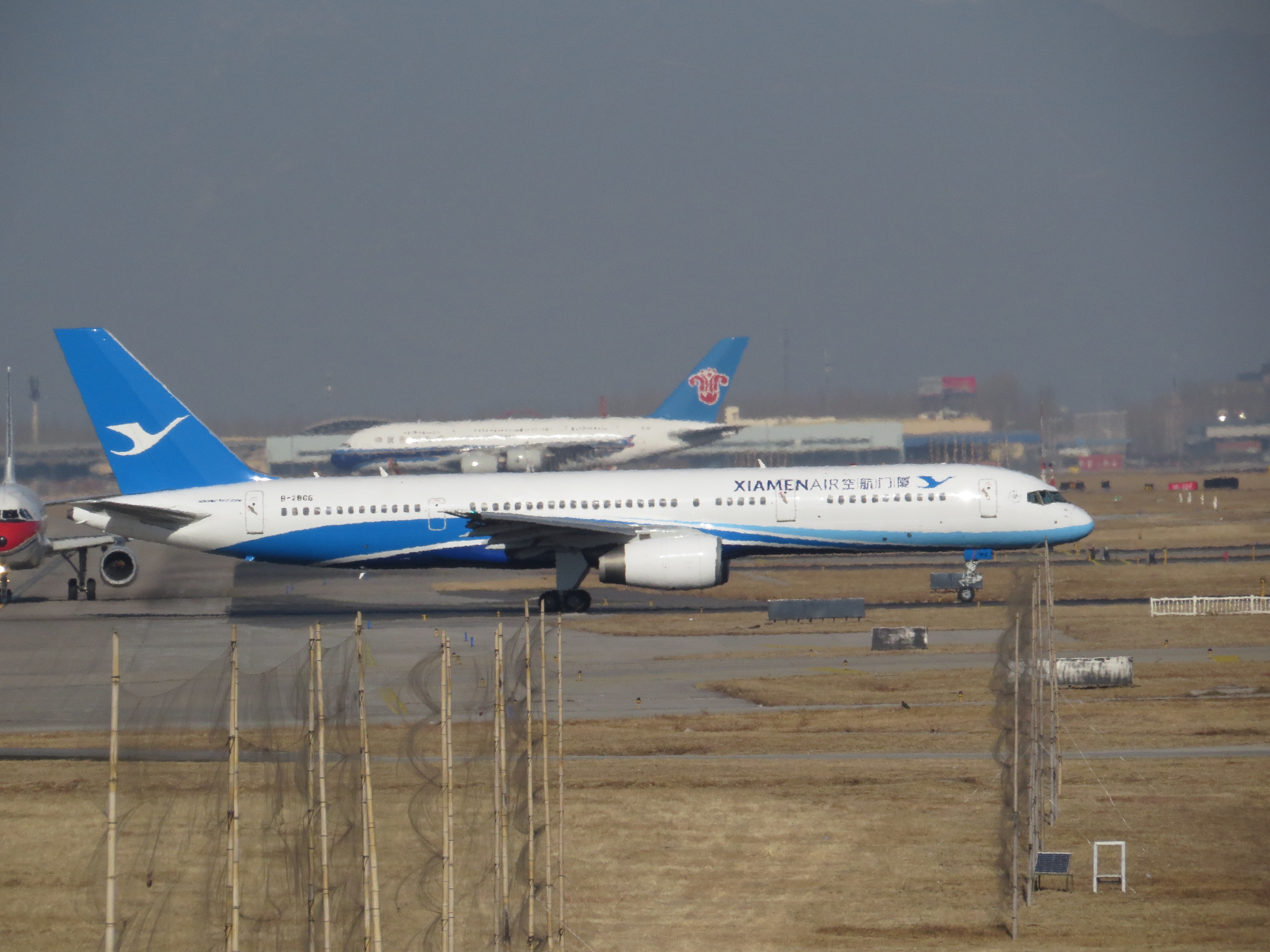
Xiamen Air' Boeing 757-200 in de derde generatie kleuren

### Details vloot

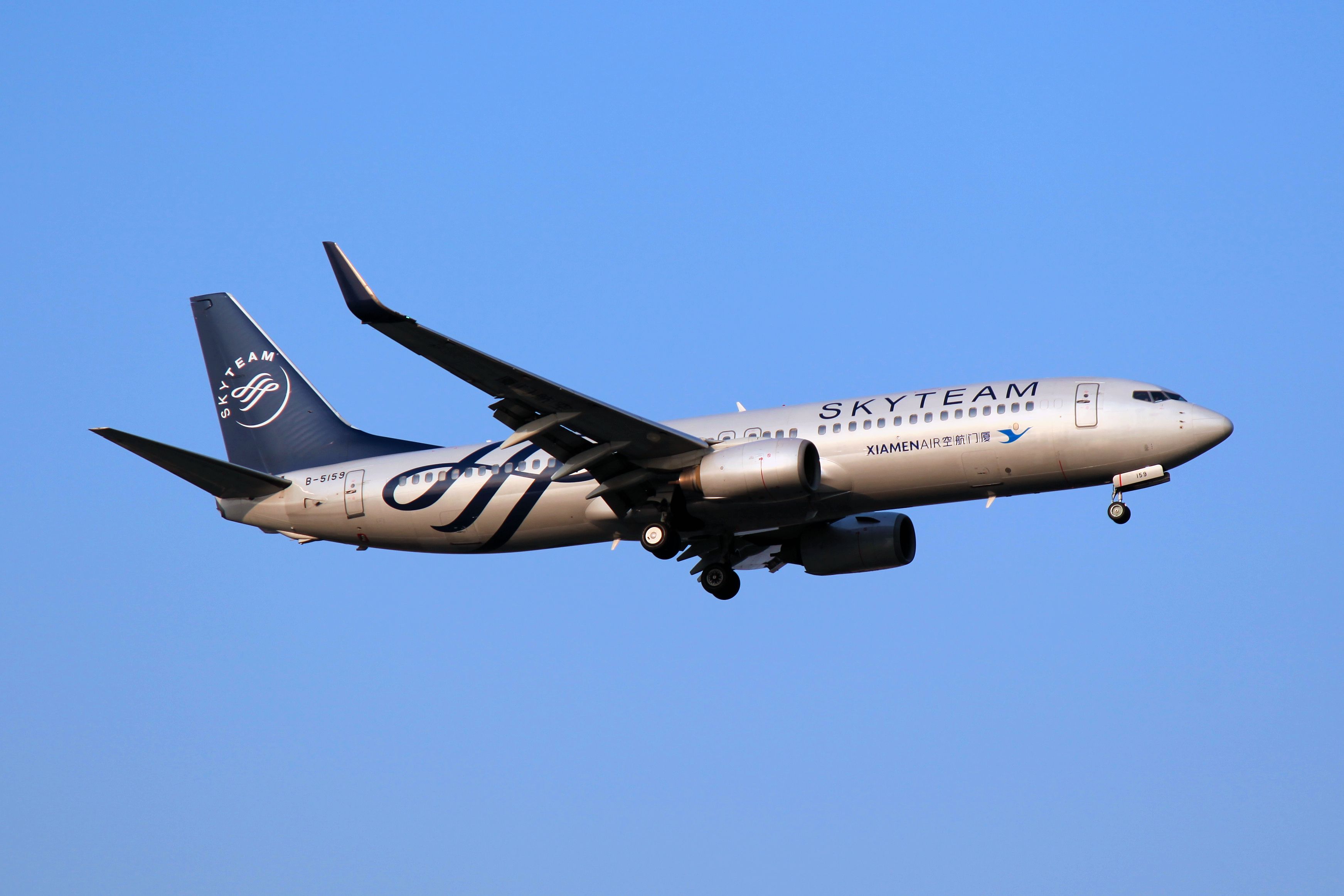
XiamenAir' Boeing 737-800 in SkyTeam kleuren

Vanaf januari 2016 bestaat de XiamenAir vloot uit de volgende toestellen:
XiamenAir vloot

## Code sharing-overeenkomsten
Sinds juli 2015 heeft Xiamen Air code sharing-overeenkomsten met de volgende vliegmaatschappijen:
- TransAsia Airways
- Uni Air
- Malaysia Airlines (Oneworld)
- Japan Airlines (Oneworld)
- Korean Air *
- KLM Royal Dutch Airlines *
- Hebei Airlines
- Garuda Indonesia *
- China Airlines *
- China Southern Airlines *
- China Eastern Airlines *

*Lid van het SkyTeam-netwerk.

## Kaping en botsingXiamen Airlines-vlucht 8301
Op 2 oktober 1990 werd een Xiamen Airlines 737-200 met vluchtnummer 8301 op weg van Xiamen naar Guangzhou gekaapt, waarna bij de landing van het gekaapte toestel een botsing plaatsvond met een gereedstaand toestel, een Boeing 757-200 van China Southern Airlines met vluchtnummer 2812. Ook een derde toestel op de grond, te weten een Boeing 707 van (het inmiddels ter ziele gegane) China Southwest Airlines werd geschampt. In totaal kwamen er 128 personen om, van wie 82 aan boord van het gekaapte Xiamen Airlines-toestel, onder wie de 21-jarige kaper, die naar Taiwan wilde, en 46 personen aan boord van het geraakte China Southern Airlines-toestel.